# 長妻怜央
長妻 怜央（ながつま れお、1998年6月5日 - ）は、日本の俳優、モデル。5人組ボーイズグループ7ORDERのメンバー。茨城県出身。妻は乃木坂46の元メンバーで女優の井上小百合。

## 来歴
2010年10月にジャニーズ事務所に入所。2016年からはLove-tuneのメンバーとして活動。
2015年10月12日、月9ドラマ『5→9〜私に恋したお坊さん〜』でゴールデンタイムの連続ドラマに初めてのレギュラー出演を果たした。
2018年11月30日、有料公式サイト「ジャニーズジュニア情報局」にて、同日付でジャニーズ事務所を退所することが発表された。
2019年3月31日、東京ドームシティプリズムホールで行われたイベント『真田佑馬と阿部顕嵐のつなげるつなげるつなげる』に出演し、他の元Love-tuneのメンバーと共に公の場に姿を見せた。
同年5月22日、『7ORDER project』が始動。3月のイベントに参加した6人に安井が合流し、7人での活動を再開。
同年11月22日、山本耀司が手掛けるブランド「Ground Y」の渋谷PARCO店のオープニングキービジュアルに、メンバーの森田美勇人と共に抜擢される。
2020年4月、バスケットボール漫画『DEAR BOYS』の舞台版で主人公の哀川和彦役で舞台初主演を務める予定だったが、新型コロナウィルスの影響もあり全公演中止となった。
2020年7月17日、単独ライブ「UNORDER」内コーナーの「気配切り選手権」で準優勝し、副リーダーに就任した。
2021年4月17日、メンバーの森田美勇人と作成した動画『集団行動 「徒歩できた」ヤンキー編』を7ORDER公式TikTokに投稿したところ、250万回の再生を記録し、英語、アラビア語、韓国語などでコメントを貰うなど、世界的にバズる。
2021年9月3日、自身が創作した7ORDERのキャラクター『小田ちゃん』がサンリオとコラボし、期間限定のポップアップショップが展開された。
2022年10月11日、東京体育館で行われた『ACTORS☆LEAGUE in Basketball 2022』にてMVPを獲得した。
2022年12月19日、初の冠番組『地名しりとり 旅人ながつの挑戦』が放送開始。
2025年3月31日、元乃木坂46の井上小百合との結婚を発表。

## 人物
メンバーカラーは青 。公式身長は178cmであるが、逆サバを読んでるのではないかと疑いをかけられることが多い。7ORDERでは末っ子であるが、副リーダーを務めている。人と話すのが大好きで、1人では行動が出来ない。オフの日はメンバーの阿部顕嵐に洋服を選んでもらったり、一緒に映画を見に行ったりする。責任感が強く、インディーズでのデビューシングル「Sabãoflower」のシーリング時は38時間連続で作業をし続けた挙句、大号泣。リーダーの安井謙太郎にすがりながら帰宅した。特技はアクロバットで、得意技はバク転、バク宙、ロンダード。

### 音楽
7ORDERではキーボードを担当している。愛用のキーボードはコルグの『KRONOS2』。またライブ演出に応じてタンバリンやショルダーキーボードも使用する。このショルダーキーボードには『空男』というニックネームが付いている。

### 趣味
アート
イラストを描くのが大好きで、7ORDERの公式ロゴはメンバーの森田美勇人と共に作成した。また7ORDER公式キャラクター『小田ちゃん』の生みの親でもある。7ORDERでハロウィンの仮装を行った際は、ダンボールアートで蜂のコスプレを自作している。将来の夢は自身の個展を開くことである。また、『ガトゥーマライオン』という自信が考案したライオンのキャラクターをサインとしている。
アニメ
ドラゴンボールシリーズの大ファンでガチャポンのデフォルメされたフィギュアを集めている。作中サイズのドラゴンボール7つを、7ORDER結成時にメンバー1人1人へ仲間の証としてプレゼントした。
食
大のオレンジジュース好きであるが、最近はリンゴジュースにハマっている。新幹線のビジネスクラスではしゃいだ結果、オレンジジュースをメンバーの諸星翔希に溢してしまったことがある。

## 出演
グループでの出演はLove-tune#出演、7ORDER#出演を参照。個人での出演のみ記載。

### テレビドラマ
- 近キョリ恋愛〜Season Zero〜（2014年7月19日 - 10月11日、日本テレビ） - 汐見豪 役[36]
- 5→9〜私に恋したお坊さん〜（2015年10月12日 - 12月14日、フジテレビ） - 蜂屋蓮司 役[7]
- その結婚、正気ですか?（2023年8月7日 - 9月25日、TOKYO MX1） - 主演・城咲真 役（岡本玲とダブル主演）[37]
- ブラックファミリア〜新堂家の復讐〜（2023年10月6日 - 12月7日、読売テレビ・日本テレビ） - 伊志嶺和也 役[38]
- 闇バイト家族（2024年1月6日 - 3月23日、テレビ東京） - ソジュン 役[39]、ドユン 役（一人二役）[40]
- Sugar Sugar Honey（2024年2月5日 - 3月25日、TOKYO MX） - 主演・梶佑輔 役（川津明日香とダブル主演）[41]
- シークレット同盟（2024年4月5日 - 6月21日、読売テレビ） - 蓮見結心 役[42]
- 筋トレサラリーマン 中山筋太郎〜メリークリスマッスル編〜（2024年12月19日、読売テレビ・日本テレビ） - 俵山剣星 役[43]
- 私は整形美人（2025年1月17日 - 2月14日、フジテレビ） - 向井優 役[44]
- ディアマイベイビー〜私があなたを支配するまで〜（2025年4月5日 - 6月21日、テレビ東京） - 山部克己 役[45]

### 映画
- ふたりだけの宇宙（2021年5月30日[46]） - 主演・リンタロウ 役[47]
- 漆黒天 -終の語り-（2022年6月24日、東映ビデオ） - 邑麻三郎太 役[48]
- ラストサマーウオーズ（2022年7月1日） - 宮竹匠役[49]
- 犬、回転して、逃げる（2023年3月17日、アイエス・フィールド） - 主演・木梨栄木 役[50]

### オリジナルビデオ
- 特捜戦隊デカレンジャー 20th ファイヤーボール・ブースター（2024年11月13日、東映） - 江戸川塁 役[51]

### バラエティ番組
- 痛快TV スカッとジャパン（フジテレビ）
  - 第36回「俺を好きになっちゃえよ」（2015年11月16日） - 広田圭一 役[52]
  - 第39回「神対応スカッと」（2015年12月14日） - レストランの店員 役[53]
- イケダンMAX（2019年4月18日 - 2020年3月26日、TOKYO MX）[54]
- 地名しりとり 旅人ながつの挑戦（2022年12月19日 - 2025年2月23日、CBCテレビ）[18]
- 究極の男は誰だ!?最強スポーツ男子頂上決戦 - 第13回大会（2024年10月14日、TBS）[55]
- 百武将 -HUNDRED SAMURAI-（2025年3月17日・22日、TBS）

### 舞台
- Johnny's Dome Theatre 〜SUMMARY〜（2012年9月8日 - 9日、TOKYO DOME CITY HALL）[56]
- DREAM BOYS（2014年9月4日 - 30日、帝国劇場）[57]
- 2015新春 JOHNNYS' World（2015年1月1日 - 27日、帝国劇場）[58]
- ジャニーズ銀座 2015（2015年5月8日 - 10日・17日、シアタークリエ）[59]
- 滝沢歌舞伎2016（2016年4月10日 - 5月15日、新橋演舞場）[60]
- 何者（2017年11月25日 - 12月10日、東京天王洲銀河劇場） - 宮本隆良 役[61]
- SCHOOL STAGE『ここはグリーン・ウッド』（2019年7月19日 - 28日、天王洲銀河劇場） - 池田光流 役[62]
- DisGOONie Presents Vol.8 舞台「DECADANCE」―太陽の子―（2020年1月24日 - 2月1日、EX THEATER ROPPONGI / 2020年2月8日・9日森ノ宮ピロティホール） - マリウス 役[63]
- DEAR BOYS（2020年4月3日 - 4月26日、Mixalive TOKYO Theater Mixa） - 主演・哀川和彦役[11]
- タンブリング（2021年6月11日、COOL JAPAN PARK OSAKA WWホール / 6月17日 - 24日、TBS赤坂ACTシアター） - 岩崎和寛 役[64]
- DisGOONie Presents Vol.10 舞台『MOTHERLAND』（2021年12月7日 - 8日、明治座） - One Day Special Guest[65]
- 舞台「アクダマドライブ」（2022年3月10日 - 21日、品川プリンスホテル ステラボール / 3月26日・27日、COOL JAPAN PARK OSAKA WWホール） - チンピラ 役[66]
- DisGOONie Presents Vol.11　舞台「Little Fandango」（2022年6月10日 - 19日、EX THEATER ROPPONGI / 7月2日 - 7月3日、COOL JAPAN PARK OSAKA WWホール） -主演・マクスウェル/ピート役[67]
- 漆黒天 -始の語り-（2022年8月5日 - 21日、サンシャイン劇場 / 8月31日 - 9月4日、梅田芸術劇場シアター・ドラマシティ） - 邑麻三郎太 役[48]
- リーディングシアター「四つの署名」(2023年8月4日、サンシャイン劇場)　[68]
- 演劇ドラフトグランプリ2023（2023年12月5日、日本武道館）[69]

### イベント
- ACTORS☆LEAGUE in Basketball 
  - 2022（2022年10月11日、東京体育館 メインアリーナ）[70]
  - 2023（2023年10月11日、東京体育館 メインアリーナ）[71]
- 地名しりとり～旅人ながつをみんなで応援する会～（2023年8月27日、CBCホール）
- 地名しりとり～旅人ながつの愛知クリアをお祝いする会～（2024年7月27日、CBCホール）

### CM
- AOKI「フレッシャーズ」応援スーツフェア（2015年） - 中島裕翔、髙橋颯、田島将吾、鈴木舜映と共演[72][73]

### ネット配信
- 全惑星★激あまやかしバラエティ『箱入りミュータント』（2023年、DMM TV）‐ ニャン 役[74]
- Love in The Air-恋の予感-（2024年11月3日 - 2025年1月5日、FOD） - 主演・空野快 役（南雲奨馬、濱屋拓斗、鈴木曉とクワトロ主演）[75]

### モデル
- 渋谷PARCO「Ground Y」オープニングキービジュアル（2019年11月22日）[10]
- re_k by JUNRED 2021 AWコレクション（2021年11月）[76]
- re_k by JUNRED 2022 SSコレクション（2022年2月）[77]
- SOMEWHERE NICE MARKET with JUNRed （2022年6月）[78]